# Ecash
Ecash blev udtænkt af David Chaum som et anonymt kryptografisk elektronisk pengesystem eller elektronisk kontantsystem i 1982. Det blev realiseret gennem hans selskab Digicash og brugt som mikrobetalingssystem i én amerikansk bank fra 1995 til 1998.
Ecash er verdens første virtuelle valuta og kryptovaluta.

## Design
Chaum offentliggjorde ideen om anonyme elektroniske penge i en artikel fra 1983; eCash-software på brugerens lokale computer gemte penge i et digitalt format, kryptografisk underskrevet af en bank. Brugeren kunne bruge de digitale penge i enhver butik og acceptere eCash uden først at skulle åbne en konto hos sælgeren eller sende kreditkortnumre. Sikkerheden blev sikret af digitale signaturordninger med offentlige nøgler. RSA blinde signaturer fjernede tilknytningen mellem hævning og forbrugstransaktioner. Afhængigt af betalingstransaktionerne skelner man mellem online og offline elektroniske kontanter: Hvis betalingsmodtageren skal kontakte en tredjepart (f.eks. banken eller kreditkortselskabet, der fungerer som indløser), før han accepterer en betaling, er der tale om et onlinesystem. I 1990 foreslog Chaum sammen med Moni Naor det første off-line e-cash system, som også var baseret på blinde signaturer.

## Historisk
Chaum startede firmaet DigiCash i 1989 med "ecash" som varemærke. Han rejste $10 millioner fra David Marquardt og i 1997 var Nicholas Negroponte dets formand. Men i USA implementerede kun én bank - Mark Twain-banken i Saint Louis, MO - ecash og testede det som mikrobetalingssystem; I lighed med kreditkort var systemet gratis for købere, mens købmænd betalte en transaktionsbetaling. Efter en treårig prøveperiode tilmeldtes der kun 5.000 kunder, blev systemet opløst i 1998, et år efter at banken var blevet købt af Mercantile Bank, en stor udsteder af kreditkort. David Chaum mente derefter "Efterhånden som internettet voksede, faldt brugernes gennemsnitlige sofistikerede niveau. Det var svært at forklare vigtigheden af privatlivets fred for dem”.
I Europa, med færre kreditkort og flere kontanttransaktioner, gav mikrobetalingsteknologier mere mening. I juni 1998 blev ecash tilgængelig gennem Credit Suisse i Schweiz, var tilgængelig fra Deutsche Bank i Tyskland, Bank Austria, Sveriges Posten AB og Den norske Bank of Norway, mens Nomura Research Institute i Japan markedsførte eCash til finansielle institutioner. I Australien blev ecash implementeret af St.George Bank og Advance Bank, men transaktioner var ikke gratis for købere. I Finland stillede Merita Bank/EUnet ecash til rådighed.
DigiCash gik konkurs i 1998 på trods af blomstrende elektronisk handel, men med kreditkort som "valgt valuta".
DigiCash blev solgt til eCash Technologies, inklusive dets eCash-patenter.
I 2000 sagsøgte eCash Technologies eCash.com med påstand om krænkelse af varemærker og unfair konkurrence. eCash.com påstod, at eCash Technologies' varemærkeregistrering var svigagtigt opnået, fordi den undlod at afsløre eCash.com's registrering af "ecash.com"-domænenavnet til U.S. Patent and Trademark Office (PTO). Retten afviste eCash.coms modkrav, idet den sagde, at en varemærkeansøger kun må afsløre en tredjeparts rettigheder, hvis de er "klart etableret". Retten hævdede, at fordi "blot registrering af et domænenavn ikke giver varemærkerettigheder, endsige "klart etablerede" rettigheder, havde ECash Technologies ingen pligt til at oplyse sagsøgtes registrering af "ecash.com" domænenavnet til PTO, og eCash Technologies gik efterfølgende konkurs, og domænet "Ecash.com" forblev i den oprindelige ejers besiddelse.
I 2002 blev eCash Technologies opkøbt af InfoSpace, i øjeblikket kendt som Blucora. Fra 2015 bruges udtrykket eCash om de digitale kontanter, der kan opbevares på et elektronisk følsomt kort, herunder online eller alternative betalingsportaler og mobilapplikationer.